# Biološka fakulteta v Beogradu
Biološka fakulteta (izvirno srbsko Биолошки факултет Универзитета у Београду), s sedežem v Beogradu, je fakulteta, ki je članica Univerze v Beogradu.